# Anne Swärd
Anne Lotta Swärd (nascuda el 16 de febrer de 1969) és una escriptora sueca. Va debutar com a novel·lista l'any 2003 amb Polarsommar (Estiu àrtic), que li va valer una nominació al Premi August

## Obra
Arctic Summer va rebre diversos premis i va ser traduït a diversos idiomes com l'alemany, l'holandès, el polonès i el persa. La seva segona novel·la Kvicksand (Quicksand) es va publicar el 2006. Va ser nominada al Premi de Literatura de la revista Vi, i va atorgar la primera beca del Fons Memorial Mare Kandre. La seva tercera novel·la Till sista andetaget, guanyadora del premi Bokcirklar a la novel·la de l'any, es va publicar el 2010. Està traduïda a setze idiomes, inclosos l'anglès, el francès i el rus.
El 28 de març de 2019, l'Acadèmia Sueca va escollir Swärd com a nou membre de l'acadèmia.Es va incorporar el desembre de 2019.